# Agência de Segurança Interna
A Agência de Segurança Interna (ISA ou ABW; em polonês/polaco: Agencja Bezpieczeństwa Wewnętrznego) é a agência de contra-inteligência e segurança interna da Polônia. A ABW é responsável por analisar, relatar e prevenir ameaças à segurança interna da Polônia, incluindo terrorismo, espionagem estrangeira, contrabando de armas, tráfico de drogas, crime organizado, corrupção e coerção econômica. Seus poderes incluem a prisão de indivíduos, a realização de buscas e investigações e o combate ao terrorismo com uma força antiterrorista armada especializada.
A ABW tem sede na ul. Rakowiecka no distrito de Mokotów em Varsóvia. Como parte de sua hierarquia institucional, o Chefe da ABW se reporta diretamente ao Primeiro-ministro da Polônia, que por sua vez fornece supervisão a ABW, ou pode nomear um ministro especial para coordenar as atividades de inteligência e segurança para supervisão. A ABW é considerado pelo governo da Polônia um dos serviços especiais da nação.

## História
A ABW foi criado sob o governo de Leszek Miller em 24 de maio de 2002, após o Conselho de Ministros ter submetido a sua legislação sobre o projeto de lei da Agência de Segurança Interna e da Agência de Inteligência Estrangeira ao Sejm para aprovação. A legislação dividiu efectivamente o anterior serviço nacional de inteligência, o Urząd Ochrony Państwa (UOP), em dois componentes separados: a Agencja Bezpieczeństwa Wewnętrznego (ABW), responsável pelas operações de inteligência doméstica, e a Agencja Wywiadu (AW), dedicada à recolha e análise de inteligência estrangeira fora da Polônia.
De acordo com o artigo 5 da Lei da Agência de Segurança Interna e da Agência de Inteligência Estrangeira de 2002, a ABW tem a tarefa de proteger os cidadãos, a propriedade e o Estado poloneses em vários campos. Essas operações incluem atividades de contrainteligência doméstica, garantia de segurança econômica, combate ao terrorismo e à proliferação de armas, combate ao crime organizado, proteção de informações confidenciais do Estado e proteção das operações do ciberespaço polonês. De acordo com a lei, as investigações da ABW devem ser precedidas de um mandado emitido por um tribunal regional após um pedido submetido pelo Chefe da ABW. A ABW trabalha em estreita colaboração com outros aparatos de segurança em operações de contra-inteligência e antiterrorismo para reunir dados, incluindo a Agencja Wywiadu, a Policja, a Straż Graniczna e a Biuro Ochrony Rządu.
A ABW também monitora a corrupção entre agências e autoridades estaduais. De acordo com o seu relatório de 2009, a ABW monitorizou 82 empresas estatais em processo de privatização, bem como monitorizou o fluxo de fundos da União Europeia para os cofres polacos. Os ministérios de Estado têm sido alvo de investigações da ABW por irregularidades financeiras, incluindo os ministérios das Finanças, da Defesa Nacional, do Ambiente, da Justiça, do Interior e da Administração, e o GDDKiA.
Entre os poderes da agência, a ABW reserva-se o direito de prender indivíduos, revistar indivíduos e instalações, inspecionar cargas provenientes de transporte terrestre, aquático e aéreo, e solicitar assistência de outros serviços de segurança e órgãos governamentais polacos.
O centro de operações central da ABW está localizado no bairro de Mokotów, em Varsóvia, ao longo da ul. Rakowiecka, próximo da Prisão de Mokotów e do Ministério do Interior e da Administração. O centro de treinamento da agência está localizado na vila de Emów, 21 quilômetros (13 mi) a leste de Varsóvia, na voivodia da Mazóvia. A ABW mantém escritórios em quase todas as principais cidades da Polônia, incluindo Białystok, Bydgoszcz, Gdańsk, Katowice, Cracóvia, Lublin, Łódź, Olsztyn, Opole, Poznań, Radom, Rzeszów, Szczecin, Varsóvia, Wrocław e Zielona Gora. Além disso, a ABW mantém escritórios de ligação internacional nas missões diplomáticas polonesas em Berlim, Bruxelas, Kiev, Londres, Moscou e Praga.
Internacionalmente, a ABW trabalha em estreita colaboração com as agências de inteligência e segurança de outros estados-membros da OTAN e da União Europeia, bem como com estados externos, incluindo Afeganistão, Israel, Cazaquistão e Montenegro. A ABW também trabalhou em estreita colaboração com o Serviço de Segurança da Ucrânia na preparação para o UEFA Euro 2012, na coordenação dos planos de segurança.
A ABW está envolvido na investigação do ciberataque ferroviário polonês.

## Supervisão
As atividades da ABW, juntamente com os outros serviços especiais (incluindo o AW e o CBA), são supervisionadas diretamente pelo Primeiro-ministro da Polônia ou por meio de um ministro especialmente nomeado que trabalha na Chancelaria. O Chefe da ABW reporta ao primeiro-ministro sobre questões de segurança que lhe sejam preocupantes. O primeiro-ministro também mantém o direito de propor candidatos para liderar a ABW; os indivíduos nomeados estão então sujeitos à opinião do Presidente da Polónia. O presidente também se reserva o direito de receber informações do chefe da ABW sobre questões de segurança.
Um Comité de Serviços Especiais sob o Conselho de Ministros da Chancelaria mantém a responsabilidade de planear, coordenar e supervisionar as actividades da ABW e de todos os outros serviços especiais. As atividades jurídicas da agência estão vinculadas ao Ministério Público, que é regularmente informado pelo Chefe da ABW sobre o curso de ações da agência. Além disso, o Comité de Serviços Especiais do Sejm avalia o desempenho da agência, emitindo pareceres sobre questões orçamentais, investigações e cooperação entre os serviços especiais.

## Controvérsias
Após o acidente do Tu-154 da Força Aérea Polonesa em 2010, que matou o presidente Lech Kaczyński e outros membros seniores das forças armadas e do governo, membros do partido Lei e Justiça alegaram que memorandos vazados mostravam que a agência havia espionado o falecido presidente e a primeira-dama Maria Kaczyńska durante uma visita de estado à Geórgia em 2008.
Em maio de 2011, a ABW realizou uma busca ao amanhecer na casa de Robert Frycz, proprietário do AntyKomor.pl, um site satírico crítico ao presidente polonês Bronisław Komorowski, alegando que o site violava o artigo 135 do Código Penal polonês por insultar o presidente. Em resposta às alegações da oposição de que a liberdade de expressão era sufocada, o primeiro-ministro Donald Tusk declarou posteriormente que a agência era vítima da imprecisão jurídica do código penal. Mais tarde, o primeiro-ministro Tusk criticou a agência por agir de forma “excessivamente zelosa”.
Marcin Idzik, que foi CEO nos anos de 2013-2015 da empresa estatal de armas Bumar (desde então renomeada Polski Holding Obronny -Polish Defense Holding) alegou que em 2013 pediu uma investigação pela ABW de um antigo agente de vendas da Bumar, Pierre Dadak, por suspeitas de fraude. Dadak tem sido intimamente associado a Krzysztof Wegrzyn, um rico empresário e ex-vice-ministro da defesa, geralmente considerado um membro da elite. Idzik afirma que a ABW não estava disposto a investigar Dadak, o que o levou a dizer: "Eu era o chefe da maior empresa de defesa polonesa e alguém me enganou. Para mim, [é] estranho? Sim, 400 por cento." A ABW recusou-se a comentar o assunto.
Em junho de 2014, a ABW realizou uma operação na redação da revista de notícias Wprost, depois que a Wprost publicou registros taquigráficos de conversas privadas entre autoridades do país, implicando-os em muitos atos inconstitucionais e subornos. A ABW usou força física contra o editor-chefe da publicação, Sylwester Latkowski, numa tentativa de apreender de forma ilegal o seu notebook, depois de este se ter recusado a entregá-lo sem um mandado judicial.